# Boșteni, Iași
Boșteni este o localitate componentă a municipiului Pașcani din județul Iași, Moldova, România.